# William Cavendish (1591-1628)
William Cavendish, II conde de Devonshire (1591-20 de junio de 1628), fue un hombre de la corte y político inglés.
En 1624 fue repelido y derrotado en el Golfo de Guayaquil, Ecuador (26/08/1624) por el Corregidor Geronimo Reynoso y Piedrole.

## Vida
Fue el segundo hijo de Sir William Cavendish, I conde de Devonshire, con su primera esposa, Anne Keighley. Fue educado por el filósofo Thomas Hobbes, que vivió en la residencia Cavendish (Chatsworth House) como su tutor privado durante bastantes años, y que le acompañó por su Grand Tour entre 1610 and 1615, visitando Francia e Italia antes de su mayoría de edad. se expusieron a los métodos científicos y críticos europeos durante la viaje, en contraste con el pensamiento escolástico que había aprendido en Oxford. Hobbes alaba el aprendizaje de Cavendish en la dedicatoria de 1628 de su traducción de Tucídides, Historia de la guerra del Peloponeso. 
Cavendish fue nombrado caballero en Whitehall en 1609.
Fue dirigente de la sociedad cortesana de la época, e íntimo amigo de Jacobo I de Inglaterra. Fue lord-teniente de Derbyshire en 1619; elegido parlamentario de la Cámara de los Comunes por Derby en 1621, 1624, 1625 y 1626 y gran administrador de Tutbury en 1626. En abril de 1622 acudió a la audiencia del rey de Schwarzenburg como embajador de Fernando II de Habsburgo, Valerssio de Venecia, y Arsennes y Joachimi de las Provincias Unidas de los Países Bajos. En 1625 estuvo presente en el matrimonio de Carlos I con Enriqueta María de Francia. 
A principios de 1626 la muerte de su padre le dio un escaño en la Cámara de los Lores y se opuso al intento de George Villiers, I duque de Buckingham de acusar de traición por su discurso a Dudley Digges (13 de mayo de 1626). Sus recursos económicos se vieron agotados y tuvo que  procurarse un acto privado en el Parlamento para poder vender algunos de sus fincas al cumplimiento de sus deudas (1628), ya que de otro modo no podía enajenar parte de su considerado patrimonio histórico. Poco después, el 20 de junio de 1628 murió y fue enterrado en la iglesia de Allhallows, en Derby.

## Familia
Casó con  Christiana Bruce, el 10 de abril de 1608. Tuvieron tres hijos:
- Anne Cavendish (c. 1611-?), casada con Robert Rich, III conde de Warwick.
- William Cavendish (1617-1684), que a la postre terminaría siendo el III conde de Devonshire.
- Charles Cavendish (1620-1643).